# Gadouan
Gadouan  è una città e sottoprefettura della Costa d'Avorio appartenente al dipartimento di Daloa. Conta una popolazione di 57 470 abitanti (censimento 2014).